# Elecciones locales de Ibagué de 2023
Las elecciones locales de Ibagué de 2023 se llevaron a cabo el 29 de octubre de 2023 en la ciudad de Ibagué, donde serán elegidos los siguientes cargos:
- Alcalde de Ibagué.
- Los 19 miembros del Concejo de Ibagué.
- Los miembros de las Juntas Administradoras Locales de las 13 Comunas de Ibagué y los 17 corregimientos.

## Legislación
Según la Constitución de Colombia, pueden ejercer su derecho a sufragio los ciudadanos mayores 18 años de edad que no hagan parte de la Fuerza Pública, no estén en un proceso de interdicción, y que no hayan sido condenados. Las personas que se encuentran en centros de reclusión, tales como cárceles o reformatorios, podrán votar en los establecimientos que determine la Registraduría Nacional. La inscripción en el registro civil no es automática, el ciudadano debe dirigirse a la sede regional de la Registraduría para inscribir su identificación personal en un puesto de votación.
La Ley 136 de 1994 establece que para ser elegido Alcalde de Ibagué. se requiere ser ciudadano colombiano en ejercicio y haber nacido o ser residente del respectivo municipio o de la correspondiente área metropolitana durante un año anterior a la fecha de inscripción o durante un período mínimo de tres años consecutivos en cualquier época. El Alcalde de Ibagué se elige por mayoría simple, sin tener en cuenta la diferencia de votos con relación a quien obtenga el segundo lugar.
Está prohibido para los funcionarios públicos del municipio difundir propaganda electoral a favor o en contra de cualquier partido, agrupación o movimiento político, a través de publicaciones, estaciones de televisión y de radio o imprenta pública, según la Constitución y la Ley Estatutaria de Garantías Electorales. También les está expresamente prohibido acosar, presionar, o determinar, en cualquier forma, a subalternos para que respalden alguna causa, campaña o controversia política.

### Voto en blanco
De acuerdo con la sentencia C-490 de 2011 de la Corte Constitucional de Colombia, que declaró la exequibilidad de la Ley 1475 (Reforma Política), el voto en blanco es «una expresión política de disentimiento, abstención o inconformidad, con efectos políticos» y agrega que «el voto en blanco constituye una valiosa expresión del disenso a través del cual se promueve la protección de la libertad del elector. Como consecuencia de este reconocimiento la Constitución le adscribe una incidencia decisiva en procesos electorales orientados a proveer cargos unipersonales y de corporaciones públicas de elección popular».

De acuerdo con el artículo 9 del Acto Legislativo 01 de 2009, en caso de victoria del voto en blanco,
"Deberá repetirse por una sola vez la votación para elegir miembros de una corporación pública, gobernador, alcalde o la primera vuelta en las elecciones presidenciales, cuando el total de los votos válidos, los votos en blanco constituyan la mayoría. Tratándose de elecciones unipersonales no podrán presentarse los mismos candidatos, mientras que en las corporaciones públicas no se podrán presentar a las nuevas elecciones las listas que no hayan alcanzado el umbral".
Según lo anterior, si en la repetición de las votaciones llegara a ganar nuevamente el voto en blanco, quedaría como ganador el candidato que alcanzó la mayoría de votos válidos en el certamen electoral. Por lo cual, se elegirá el segundo puesto en votos. La Corte Constitucional, en sentencia C-490 de 2011 declaró inexequible la norma de la Reforma Política que ordenaba repetir elecciones «cuando el voto en blanco obtenga más votos que el candidato o lista que haya sacado la mayor votación» y en consecuencia la mayoría necesaria para repetir la elección es mayoría absoluta, es decir el 50% más 1 de los votos válidos, y no mayoría simple.

## Candidaturas

### Partido Conservador
El conservatismo tenía tres precandidatos para el cargo de alcalde de Ibagué, Alexander Castro, Carlos Portela y Jorge Bolívar, siendo este último elegido luego de una encuesta ciudadana. 
El senador Óscar Barreto, líder del "barretismo" en el Tolima estuvo de acuerdo por la elección, aunque no fue del agrado de todos en el interior del partido.

### Alianza Social Independiente
El partido indigenista ASI inscribió a su candidato Didier Blanco a mediados de julio del 2023 luego de varias campañas denominadas como "poco tradicionales" al centrarse en las redes sociales en lugar del espacio con el público.

### Alianza Verde
El 24 de julio de 2023, la Alianza Verde apoyó junto con un sector del partido Liberal y el movimiento por firmas del precandidato Carlos García acompañaron a Renzo García a la inscripción de su candidatura en la registraduría del barrio Cádiz de Ibagué.

### Ibagué Culta y Próspera
En el mes de mayo de 2023 el partido Verde Oxígeno respaldaría a Miguel Villarraga a la alcaldía luego de que varias personas demandaran un aval a este candidato que también fue apoyado por un sector de la Liga de Gobernantes Contra la Corrupción de Rodolfo Hernández. El 22 de junio de 2023 se suma a la campaña de Villarraga el partido Dignidad y Compromiso, quienes habían buscado el candidato más opcionado para dar su apoyo y resultó en Villarraga.

### Firme por Ibagué
Con 114 mil firmas, el candidato José Barreto avalaría su candidatura a la alcaldía de Ibagué tras contar con el apoyo de varios sectores políticos como el Centro Democrático, los liberales y conservadores, pero figurará como candidato de Firmes por Ibagué y Nueva Fuerza Democrática. Barreto había apoyado anteriormente la candidatura del alcalde Andrés Fabián Hurtado, pero se distanció de él y su hermano congresista Miguel Ángel Barreto.

### Pacto Histórico
El Pacto Histórico contaba con cerca de 50 precandidatos a la alcaldía, pero por problemas en la registraduría no lograron tener el aval del Pacto Histórico, por lo que el 30 de julio de 2023 el candidato oficial del "petrismo" sería Marco Emilio Hincapié y entendiéndose el Pacto como una coalición, representa al Movimiento Alternativo Indígena y Social, Colombia Humana, Unión Patriótica, Polo Democrático, Fuerza Ciudadana, Fuerza de la Paz, Todos Somos Colombia, Partido del Trabajo de Colombia y Comunes.

### Ibagué para Todos
En un primer momento quien avaló la candidatura de Johana Aranda fue el Centro Democrático, quien en mayo del 2023 avaló su candidatura y presentándola en la ciudad de Bogotá junto a Paloma Valencia, Nubia Stella Martínez y Carlos Edward Osorio.Además se suman a su candidatura diferentes partidos como el partido de la Unión por la Gente cuando Dilian Francisca Toro avaló su candidatura, el partido MIRA, Cambio Radical por parte de Germán Vargas Lleras y el partido ADA.

### Movimiento de Salvación Nacional
El movimiento de Salvación Nacional le dio el aval a la alcaldía al exrepresentante a la cámara Ricardo Ferro, quien en un pasado también había aspirado a este cargo público pero con resultados desfavorables. Ferro acompañado de sus colegas de Salvación Nacional inscribió su candidatura en la registraduría.

### Ibagué Siempre Adelante
El general Fernando Murillo respaldó su candidatura por medio de 100 mil firmas para la alcaldía haciendo un llamado sobre su independencia y compromiso. El exoficial logró que la registraduría avalara su candidatura luego de revisar todas las firmas entregadas.

## Candidatos
|                                                          |                                                     |                                 |                                                            |                                |
| Jorge Bolivar                                            | Didier Fabián Blanco                                | Renzo García                    | Miguel Á. Villarraga                                       | José Barreto                   |
|                                                          |                                                     |                                 |                                                            |                                |
| Especialista en gerencia hospitalaria                    | Sicólogo                                            | Biólogo                         | Ingeniero agroindustrial                                   | Empresario                     |
| Secretario de Salud Departamental del Tolima (2020-2022) | Gerente de la Unidad de Salud de Ibagué (2021-2022) | Diputado del Tolima (2019-2023) | Gerente nacional de ventas, unión de arroceros (2020-2023) | No ha ocupado puestos públicos |

|                                 |                                           |                                                     |                           |
| Marco E. Hincapié               | Johana Aranda                             | Ricardo Ferro                                       | Fernando Murillo          |
|                                 |                                           |                                                     |                           |
| Abogado                         | Bacterióloga                              | Abogado                                             | Administrador de empresas |
| Diputado del Tolima (2019-2023) | Secretaria de Salud de Ibagué (2019-2022) | Representante a la Cámara por el Tolima (2018-2022) | Mayor General (2021)      |

## Encuestas
| Fecha      | Encuestador                    | Candidatos | Candidatos | Candidatos | Candidatos | Candidatos | Candidatos | Candidatos | Candidatos     | Candidatos | Candidatos | Candidatos      | Candidatos | Estadísticas | Estadísticas            |    |     |      |                         |
| Bolívar    | Blanco                         | García     | Villarraga | Barreto    | Hincapié   | Aranda     | Ferro      | Murillo    | Voto en Blanco | Ninguno    | NS/NR      | Margen de error | Fuente     |              |                         |    |     |      |                         |
| ---------- | ------------------------------ | ---------- | ---------- | ---------- | ---------- | ---------- | ---------- | ---------- | -------------- | ---------- | ---------- | --------------- | ---------- | ------------ | ----------------------- | -- | --- | ---- | ----------------------- |
| 29/09/2023 | Centro Nacional de Consultoría | 29%        | 1%         | 6%         | 1%         | 2%         | 6%         | 20%        | 4%             | Ninguno    | NS/NR      | Margen de error | Fuente     | 3%           | 8%                      | 6% | 14% | 4.1% | Emisora Ondas de Ibagué |
| 01/10/2023 | Guarumo y EcoAnalítica         | 20.3%      | 0.6%       | 5.2%       | 0.5%       | 5.7%       | 4.9%       | 39.8%      | 2.1%           | 7%         | 6.6%       |                 | 7.3%       |              | Guarumo y EcoAnalítica  |    |     |      |                         |
| 20/10/2023 | Centro Nacional de Consultoría | 24%        | 1%         | 9%         | 0%         | 6%         | 7%         | 21%        | 3%             | 6%         | 5%         | 12%             | 6%         | 4.9%         | Emisora Ondas de Ibagué |    |     |      |                         |
| 23/10/2023 | Invamer                        | 32.5%      | 3%         | 9.4%       | 0.8%       | 3.2%       | 9.7%       | 29.2%      | 1.8%           | 5.5%       | 5%         |                 | 12%        | 6%           | Ecos del Combeima       |    |     |      |                         |

## Debates
| Medio de Comunicación y Fecha                                                 | Lugar  | Moderadores                                         | P Presente A Ausente o No Invitado | P Presente A Ausente o No Invitado | P Presente A Ausente o No Invitado | P Presente A Ausente o No Invitado | P Presente A Ausente o No Invitado | P Presente A Ausente o No Invitado | P Presente A Ausente o No Invitado | P Presente A Ausente o No Invitado | P Presente A Ausente o No Invitado |
| Medio de Comunicación y Fecha                                                 | Lugar  | Moderadores                                         | Bolívar                            | Blanco                             | García                             | Villarraga                         | Barreto                            | Hincapié                           | Aranda                             | Ferro                              | Murillo                            |
| ----------------------------------------------------------------------------- | ------ | --------------------------------------------------- | ---------------------------------- | ---------------------------------- | ---------------------------------- | ---------------------------------- | ---------------------------------- | ---------------------------------- | ---------------------------------- | ---------------------------------- | ---------------------------------- |
| Medio de Comunicación y Fecha                                                 | Lugar  | Moderadores                                         |                                    |                                    |                                    |                                    |                                    |                                    |                                    |                                    |                                    |
| La Voz del Pueblo 920AM Canal P&C El Nuevo Día Q'hubo 6 de septiembre de 2023 | Ibagué | - Adriana Montealegre - Juan Montoya - William Peña | P                                  | P                                  | P                                  | P                                  | P                                  | P                                  | P                                  | P                                  | P                                  |
| Noticias Caracol 2 de octubre de 2022                                         | Ibagué | - Máryuri Trujillo - Nicolas Rojas                  | P                                  | P                                  | P                                  | P                                  | P                                  | P                                  | P                                  | P                                  | P                                  |

## Resultados

### Alcaldía
|  | 31.44 % |

|  | 29.50 % |

|  | 8.38 % |

|  | 7.32 % |

|  | 6.39 % |

|  | 4.66 % |

|  | 3.09 % |

|  | 2.52 % |

|  | 0.63 % |

|  | 6.04 % |

|  | 2.78 % |

|  | 1.82 % |

|  | 54.82 % |

## Concejo de Ibagué
|  | 18.08 % |

|  | 10.98 % |

|  | 6.60 % |

|  | 6.42 % |

|  | 6.25 % |

|  | 6.18 % |

|  | 5.51 % |

|  | 4.94 % |

|  | 4.83 % |

|  | 4.28 % |

|  | 4.02 % |

|  | 2.95 % |

|  | 2.77 % |

|  | 2.27 % |

|  | 1.46 % |

|  | 0.68 % |

|  | 0.34 % |

|  | 11.34 % |

|  | 3.45 % |

|  | 3.96 % |

     – Partidos que no superaron el umbral.

#### Concejales electos
| Concejal Electo                                 | Partido                           | Votos   |
| ----------------------------------------------- | --------------------------------- | ------- |
| Joseph Martin Gonzales Naranjo                  | Partido Conservador Colombiano    | 6.835   |
| Arturo Castillo Castañeda                       | Partido Conservador Colombiano    | 4.197   |
| Sandra Milena Varón Rozo                        | Partido Conservador Colombiano    | 4.138   |
| Víctor Alfonso Ortiz Cepeda                     | Partido Conservador Colombiano    | 3.031   |
| Carlos Mauricio Beltrán Sánchez                 | Partido Conservador Colombiano    | 2.798   |
| Jorge Bolívar                                   | Partido Conservador Colombiano    | [ n 1 ] |
| Silvia Cristina Ortiz Agudelo                   | Centro Democrático                | 2.807   |
| Giovanni Martinez                               | Centro Democrático                | 2.358   |
| Deybi Buitrago Chicuasuque                      | Centro Democrático                | 2.259   |
| Flavio William Rosas Jurado                     | Alianza Verde                     | 4.181   |
| Rodrigo Andrés Zambrano Gomez                   | Alianza Verde                     | 3.034   |
| Javier Alejandro Mora Gomez                     | Partido Liberal Colombiano        | 2.480   |
| Aura Rocío Galeano Villamizar                   | Alianza Democrática Amplia        | 2.210   |
| William Santiago Molina                         | Firme por Ibagué                  | 1.855   |
| Julián Andrés Serna Ruiz                        | Autoridades Indígenas de Colombia | 3.636   |
| Cesar Eugenio Franco Agudelo                    | Partido Cambio Radical            | 3.572   |
| Andrés Camilo Acevedo Barragán                  | Coalición U - NL - CJL            | 2.444   |
| John Javer Gomez Murillo                        | Alianza Social Independiente      | 1.269   |
| Camilo Tavera Villa                             | Partido MIRA                      | 3.137   |
| Fuente: Registraduría Nacional del Estado Civil |                                   |         |

Inicialmente, Emilio Serrano Carrillo, del Partido Liberal había logrado la segunda curul para el Partido Liberal, sin embargo, el candidato perdedor a la alcaldía Jorge Bolívar aceptó una curul en el concejo de Ibagué que le brinda el estatuto de oposición al quedar en segundo lugar en las elecciones y tomó el lugar de Serrano, quien no alcanzaría a posesionarse.